# موری دیاو
موری دیاو (انگلیسی: Mory Diaw؛ زادهٔ ۲۲ ژوئن ۱۹۹۳) بازیکن فوتبال اهل فرانسه است.
از باشگاه‌هایی که در آن بازی کرده‌است می‌توان به باشگاه فوتبال مافرا و باشگاه فوتبال پاری سن ژرمن اشاره کرد.